# Broadcast Wave Format
Das Broadcast Wave Format (Abkürzung BWF) ist eine Teilmenge des WAV-Audiodatei-Formates. Es wurde hinsichtlich der Belange des Rundfunks 1997 von der Europäischen Rundfunkunion (EBU) spezifiziert und 2001 hinsichtlich der Speicherung von Metadaten erweitert.
Das rundfunkspezifische Format soll den einfachen Austausch von Tondaten zwischen verschiedenen rechnergestützten Plattformen für die Tonproduktion, Nachbearbeitung, Ausspielung und Archivierung ermöglichen. In BWF werden die Metadaten in einer „Extension Chunk“ genannten Erweiterung einer standardkonformen Audio-WAV-Datei gespeichert.
Der Anwender kann dadurch die verschiedenen Prozesse der Bearbeitung der Audiodatei und ihren aktuellen Status nachvollziehen.
BWF ist im professionellen Umfeld heute das am meisten verwendete Datenformat für die Speicherung von Audio. Neben  reinen Audiorecordern wird es  auch für den Ton bei digitalen Bildrecordern in der Fernsehproduktion genutzt.
Das Format wurde sowohl für linearen PCM-Ton (RIFF-ID 0x0001), als auch für komprimierte MPEG 1 Layer II Audio-Signale (RIFF-ID 0x0050) spezifiziert. Die Dateiendung bleibt ".wav" und kann somit unter Weglassung der spezifischen Metadaten auf jedem PC gelesen werden. Mit neueren Mediaplayern kann es Probleme geben, wenn sie nur mehr das populärere Format MPEG I Layer III (MP3) wiedergeben können oder fälschlicherweise bei der Endung ".wav" nur PCM erwarten. Das Standardformat ist PCM mit einer Abtastbreite von 16 bits und einer Samplingrate von 48 kHz. Andere Werte können verwendet werden, wenn sich die austauschenden Organisationen darauf einigen.
2005 wurde zur Ergänzung von der EBU das RF64-Format für die dateibasierte Mehrkanalproduktion und -postproduktion  als BWF-kompatibles Mehrkanalton-Datenformat spezifiziert. Durch den erweiterten Adressraum sind damit Dateien von mehr als vier GByte möglich.